# Sciame di dicchi Scourie

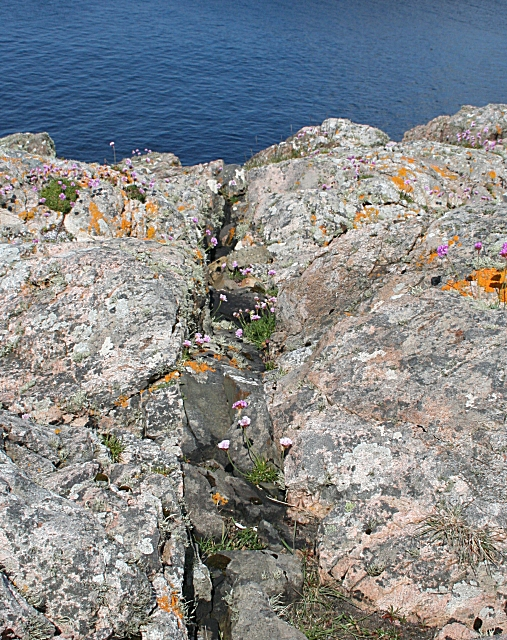
Uno dei dicchi dello sciame, affiorante a circa 1,6 km a ovest del villaggio di Scourie, in Scozia.

Lo sciame di dicchi Scourie è uno sciame di dicchi intrusi nella sequenza di rocce metamorfiche del Precambriano che affiorano nella parte nordoccidentale della Scozia e fanno parte del Complesso Lewisiano. Queste rocce risalgono all'Archeano e al Paleoproterozoico, con un'età compresa tra 3,0 e 1,7 miliardi di anni.
Lo sciame è di tipologia semplice e taglia le formazioni a bande degli gneiss del complesso Scourie e postdata gli importanti eventi ignei, tettonici e metamorfici che lo hanno creato.
A causa del successivo metamorfismo e delle deformazioni in altre parti degli affioramenti, le uniche date affidabili di datazione radiometrica provengono dalla regione centrale, indicando un'età di 2,4 miliardi di anni per la componente principale dello sciame. Alcuni dicchi, che risultano intrusi nella più fredda crosta dello Scourie, hanno un'età di 2,0 miliardi di anni, la stessa età di alcuni sill non datati del Loch Maree Group. Alcuni dicchi della sequenza principale mostrano evidenza di intrusione nel basamento originario più caldo della regione.
La maggior parte dei dicchi sono costituiti di quarzo-dolerite, con minore presenza di gabbro di olivina, norite e picrite di bronzite.

## Gli studi
I primi studi sul complesso Lewisiano e le Higland nordoccidentali risalgono al 1907, ma solo nel 1951 fu propostao che gli eventi del Lewisiano fossero collegati a una sequenza di singoli eventi orogenetici. Lo studio si basava sullo sciame Scourie di dicchi di dolerite, usati come marcatori per separare gli eventi tettonici e metamorfici avvenuti prima dell'intrusione dei dicchi e i successivi eventi che hanno metamorfizzato e deformato alcuni membri dello sciame. Successive indagini sul campo, studi del metamorfismo e datazioni radiometriche hanno meglio definito la cronologia degli eventi e supportato l'ipotesi originaria.